# Lola Anglada

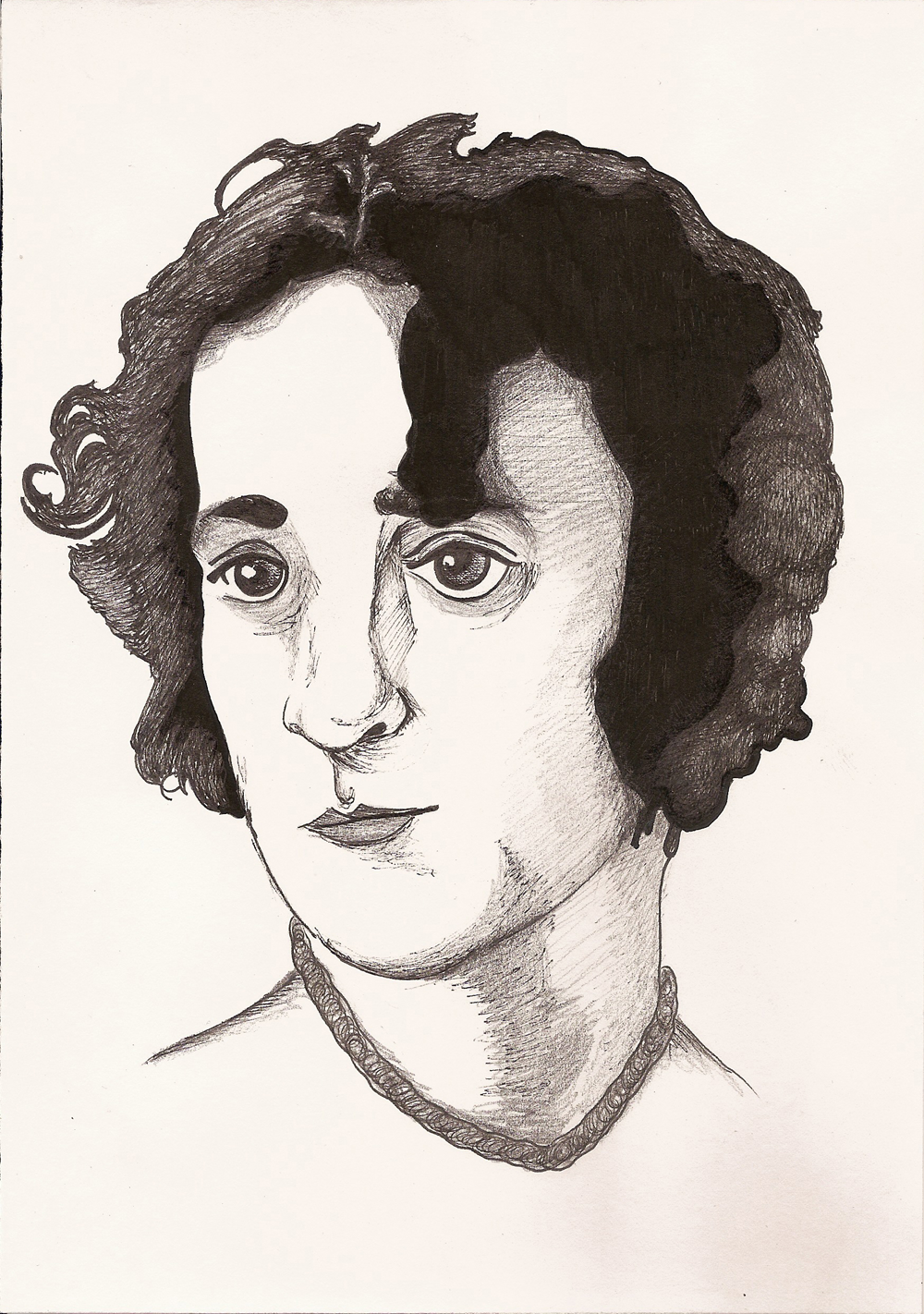
Porträt von Lola Anglada

Lola Anglada (* 1892 als Maria Dolors Anglada i Sarriera in Barcelona; † 12. September 1984 in Tiana, Provinz Barcelona) war eine katalanische Schriftstellerin, Illustratorin und Cartoonistin. Hauptsächlich schrieb und illustrierte sie Kinderbücher.

## Leben
Lola Anglada stand der kulturellen Strömung Noucentisme in Katalonien nahe, die im politischen Umfeld der 1906 von Enric Prat de la Riba gegründeten katalanistischen Bewegung Solidaritat Catalana (Katalanische Solidarität) aufkam. Bereits mit 13 Jahren zeichnete sie für das Cartoon-Magazin ¡Cu Cut!. Im Alter von 17 erschienen ihre ersten Arbeiten in der Ausgabe des Magazins En Patufet. 1916 illustrierte sie einen Nachruf auf Oscar Wilde. 1918 reiste sie nach Paris, wo sie für zahlreiche französische Zeitschriften arbeitete und ihr erstes Buch verfasste: Contes del Paradís (Geschichten vom Paradies) wurde 1920 mit Text und Zeichnungen veröffentlicht. Während des Spanischen Bürgerkriegs trat sie der Arbeiterbewegung UGT bei und arbeitete für das Kommissariat der Propaganda. Nach dem Krieg ließ sie sich dauerhaft in Tiana, Provinz Barcelona nieder. Sie starb am 12. September 1984 auf dem Sommerwohnsitz ihrer Familie.

## Werke (Auswahl)
- Contes del Paradís, 1920
- En Peret, 1928
- Margarida, 1929
- Monsenyor Llangardaix, 1929
- El més petit de tots, 1937
- La Barcelona dels nostres avis, 1949
- La meva casa i el meu jardí, 1958
- Martinet, 1960
- Les meves nines, 1983